# Marie-Christine Debourse
Marie-Christine Debourse (Francia, 24 de septiembre de 1951) es una atleta francesa retirada especializada en la prueba de salto de altura, en la que consiguió ser subcampeona europea en pista cubierta en 1975.

## Carrera deportiva
En el Campeonato Europeo de Atletismo en Pista Cubierta de 1975 ganó la medalla de plata en el salto de altura, con un salto por encima de 1.83 metros, tras la alemana Rosemarie Ackermann que con 1.92 metros igualaba el récord de los campeonatos, y por delante de la neerlandesa Annemieke Bouma (bronce con 1.80 metros).